# NGC 1378
NGC 1378 é uma estrela dupla na direção da constelação de Fornax. O objeto foi descoberto pelo astrônomo Julius Schmidt em 1865, usando um telescópio refrator com abertura de 6,2 polegadas. 